# Forte do Porto da Cruz
O Forte do Porto da Cruz localizava-se na freguesia de Porto da Cruz, concelho do Machico, na ilha da Madeira, Região Autónoma da Madeira.

## História
Em posição dominante sobre a baía, foi erguido em 1708. Em 1713 foi nomeado como seu capitão João de Vasconcelos Uzel.
Em 1804 foi desmantelado, tendo sido ordenado à sua guarnição que fosse trabalhar na desobstrução da ribeira de Machico.